# Luigi Giandomenico
Luigi Giandomenico (Macerata, 1º settembre 1978) è un allenatore di calcio ed ex calciatore italiano, di ruolo centrocampista, collaboratore tecnico della Fermana.

## Caratteristiche tecniche

### Giocatore
Era un playmaker a tutto campo, estroso e dotato di un buon sinistro, abile nel mantenere il possesso palla e servire la giocata al compagno di squadra.

## Carriera

### Giocatore
Cresciuto prima nel Montecosaro e poi nella Fermana, nella prima metà degli anni 1990 approda nel vivaio della Juventus. A Torino, nel corso del decennio compie tutta la trafila delle squadre giovanili fino alla formazione Primavera. Saltuariamente aggregato alla prima squadra di Marcello Lippi nella stagione 1997-1998, fa il suo debutto da professionista il 24 settembre 1997 allo stadio delle Alpi, nel vittorioso retour match contro il Brescello (4-0) valido per i sedicesimi di finale della Coppa Italia: sarà questa l'unica sua presenza in maglia bianconera.
Considerato in gioventù un promettente elemento, in questi anni è anche un assiduo delle nazionali under azzurre.
Al momento del definitivo salto tra i professionisti, tuttavia, non riesce a emergere, sicché il resto della sua carriera rimarrà legato alla provincia, prettamente nel terzo livello del calcio italiano, in piazze come Reggiana, Arezzo, Monza e Ancona; uniche eccezioni i passaggi al Venezia nella seconda metà del 1998, in cui però gli è precluso il debutto in Serie A, e al Perugia nel primo semestre del 2004, con cui mette a referto le sue uniche 5 partite in massima categoria.
A cavallo degli anni 2000 e 2010 chiude quindi la carriera agonistica in formazioni dilettantistiche dell'Italia centrale.

### Allenatore
Divenuto allenatore, intraprende questa carriera dal club che l'aveva visto crescere come calciatore, il Montecosaro, dove rimane per un quadriennio raggiungendo l'approdo in Promozione. Nelle stagioni seguenti siede sulle panchine di altre formazioni dei campionati regionali del Centritalia come Trodica, Penne e Valdichienti Ponte. Al termine della stagione sportiva 2020-2021, dopo tre anni passati alla guida del Valdichienti Ponte, si trasferisce all'Atletico Ascoli, squadra militante nel campionato marchigiano di Eccellenza.

## Palmarès

### Giocatore
- Eccellenza: 1

Maceratese: 2011-2012 (girone marchigiano)